# Massachusetts Port Authority
Die Massachusetts Port Authority (kurz Massport) ist eine Behörde des Commonwealth of Massachusetts in den Vereinigten Staaten. Sie besitzt und betreibt die Flughäfen Logan International Airport, Hanscom Field und Worcester Regional Airport sowie diverse Terminals im Port of Boston. Die Behörde finanziert sich über ihre laufenden Einnahmen selbst, die pro Jahr mehrere Milliarden US-Dollar betragen, so dass für ihren Betrieb keine Steuergelder aufgewendet werden müssen. Der Hauptsitz des Massport befindet sich im Logan Office Center gleich neben dem Logan Airport im Bostoner Stadtteil East Boston. Die Behörde ist unabhängig, jedoch sitzt ihrem Board of Directors der amtierende Secretary of Transportation vor, der das Massachusetts Department of Transportation leitet.

## Zugehörige Einrichtungen

### Flughäfen
Im Eigentum der Behörde befinden sich die Flughäfen Logan International Airport, Hanscom Field und seit dem 22. Juni 2010 auch der Worcester Regional Airport, der im Zuge der Umsetzung eines neuen Gesetzes von der Stadt Worcester gegen eine Zahlung von mehr als 15 Millionen US-Dollar auf das Massport übertragen wurde.

### Maritime Einrichtungen
Das Massport besitzt innerhalb des Port of Boston eine Vielzahl von Terminals:
| Stadtteil    | Bezeichnung                                | Geschäftsbereich(e)                      | Bemerkung                                                          |
| ------------ | ------------------------------------------ | ---------------------------------------- | ------------------------------------------------------------------ |
| South Boston | Black Falcon Cruise Terminal               | Kreuzfahrtterminal                       | inkl. Parkhaus                                                     |
| South Boston | Paul W. Conley Terminal                    | Containerhafen                           |                                                                    |
| South Boston | Boston Fish Pier                           | Verarbeitung von Meeresfrüchten          | Vom Massport 1972 erworben                                         |
| South Boston | Massport Marine Terminal (MMT)/North Jetty | Verarbeitung von Meeresfrüchten          | Wurde während des Big Dig als Schiffsanleger genutzt               |
| South Boston | Fargo Street Terminal                      | Lager- und Depotbereich                  |                                                                    |
| South Boston | International Cargo Terminal               | Lagerhäuser und Büros                    |                                                                    |
| Charlestown  | Boston Autoport                            | Verschiffung von Automobilen             | An einen privaten Betreiber verleast                               |
| Charlestown  | Mystic Piers 48, 49 und 50                 | Lagerhäuser und Verschiffung von Salz    | Vom Massport in den 1980er Jahren erworben                         |
| Charlestown  | Medford Street Terminal                    | Schiffsanleger, Bürogebäude, Lagerhäuser | Vom Massport 1986 erworben                                         |
| East Boston  | East Boston Shipyard and Marina            | Schiffswerft, hauptsächlich Reparaturen  | Ehemaliges Gelände der United States Navy bzw. von Bethlehem Steel |

## Verkehrsmittel

### Massport Shuttle
Der Massport Shuttle-Bus verbindet alle Terminals des Logan International Airports mit der MBTA-Station Airport der Blue Line sowie mit dem Wassertaxi am Harborside Drive.

### Logan Express
Mit dem Logan Express-Bus können von allen Terminals aus die Park-and-ride-Parkplätze in Braintree, Framingham, Woburn und Peabody erreicht werden.

### Silver Line
Das Massport unterstützt die Massachusetts Bay Transportation Authority finanziell beim Betrieb der Zubringerbusse der Silver Line, die das Stadtzentrum mit den Terminals des Logan Airports verbinden. Weiterhin bietet das Massport Unterstützung beim Unterhalt der Station Airport sowie der Belüftung des Ted-Williams-Tunnels.

## Weitere Dienstleistungen
Aufgrund der bundesstaatlichen Gesetzgebung in Massachusetts besitzt städtische Polizei wie bspw. das Boston Police Department keine Befugnisse auf dem Gelände des Massport. Stattdessen wird Polizeischutz über die Massachusetts State Police sowie durch die Massport Police gewährleistet.

## Geschichte
Die Behörde wurde 1956 gegründet und löste die bis dahin für diese Aufgaben eingesetzte Port Commission ab. Im Jahr 1966 wurde das Castle Island Container Terminal für die Sea-Land Corporation errichtet, das eines der ersten Containerterminals war. 1971 ließ das Massport in Charlestown ein zweites Containerterminal bauen, um auch anderen Unternehmen den Containerumschlag zu ermöglichen. 1980 wurde dann das Castle Island Container Terminal erweitert und auch für andere Unternehmen geöffnet.
Am 1. Januar 2010 wurden Eigentum und Zuständigkeit an der Tobin Bridge vom Massport auf das 2009 neu geschaffene Massachusetts Department of Transportation übertragen.